# Васф
Васф (арапски: وصف) (буквално „атрибут“ или „опис“; мн. awṣāf أوصاف) је древни стил арапске поезије, који се може окарактерисати као дескриптивни стих. Концепт waṣf је такође позајмљен у персијски језик, који је на овај начин развио сопствену богату песничку традицију.

## Улога у арапским стиховима
Васф је био једна од четири врсте поезије у којима се очекивало да средњовековни арапски песници буду компетентни, поред „хвалисања (факр), погрдње (хиџа) и елегије (мартија)“.
Вероватно потичући од описа напуштеног кампа и вољене особе у еротском уводу древне касиде, и животиња и пејзажа у одељку о путовању, или rahiil, развио се у сопствени жанр у абасидском Багдаду, а касније и у Шпанији. Традиција у арапском језику била је веома развијена, а песници су често посвећивали читаве збирке разрађеним обрадама појединачних тема, као што су лов на животиње, врсте цвећа и одређени предмети. Иако би неко у почетку могао бити склон да жанр васф поезије схвати олако, пошто подразумева „пуко“ описивање, у ствари би се могао изнети аргумент да се овај жанр у неким случајевима сматра централним за поезију тог периода.
У васф љубавним песмама, сваки део тела љубавника се описује и хвали редом, често користећи егзотичне, екстравагантне или чак натегнуте метафоре. Песма над песмама је истакнут пример такве песме, а други примери се могу наћи у Хиљаду и једној ноћи. Слике дате у овој врсти поезије нису дословно дескриптивне. Уместо тога, они преносе задовољство љубавника за вољеног, где љубавник проналази свежину и сјај у телу као одразу слике у свету. Друге врсте васфа укључују књижевне загонетке.

## Ван арапског језика
Овај жанр је имао дугу историју и касније је постао омиљен међу трубадурским песницима и ауторима сонета у елизабетанској ери. Ову ренесансну књижевност популаризовали су француски аутори преко италијанског језика и названа је блазон. Шекспир је ефикасно окончао овај покрет својим Сонетом 130 који је сатирично исмевао ту форму. Први стих у тој сатири гласи: „Очи моје господарице нису ни налик сунцу.“